# Quartier français (Charleston)
Pour les articles homonymes, voir Quartier français.
Le quartier français de Charleston, en Caroline du Sud, est un quartier situé dans le vieux centre-ville. Ce quartier fut fondé au XVIIe siècle par des familles huguenotes qui quittèrent la France après la révocation de l'édit de Nantes par le roi de France Louis XIV. Cette partie du centre-ville prit le nom de "French Quarter" en 1973 par le Registre national des lieux historiques lors du classement de ce vieux quartier typique situé à l'intérieur des anciens murs de la vieille cité coloniale de Charleston.

## Historique
Les huguenots étaient déjà présents dans la région au XVIe siècle lors de la tentative de création de la colonie de la Floride française. Cette colonie ne fut pas viable et subit les assauts des forces espagnoles postées plus au Sud en Floride espagnole. Finalement les huguenots renoncèrent, au bout de plusieurs tentatives, à maintenir une colonie en Floride et trouvèrent refuge notamment dans les colonies anglaises.
En 1687, une cinquantaine de huguenots arrivèrent à Charleston où ils s'établirent. Ils édifièrent à la même époque l'église huguenote de Charleston. Les huguenots bâtirent des maisons aux styles français ainsi que de nombreux entrepôts en raison de leurs activités commerciales.